# CTLGroup
CTLGroup é uma empresa internacional especializada em Ciência dos materiais e consultoria de engenharia, prestando serviços e testes científicos em vários mercados. Mantém escritórios corporativos, de consultoria e laboratórios em Chicago (Skokie, Illinois), bem como em Washington, DC, Austin e Naperville. As suas operações tiveram início em 1916, inicialmente enquanto laboratório de pesquisa e desenvolvimento para o Portland Cement Association (PCA), que foi formado para desenvolver o uso de cimento na construção civil, que na época se tinha tornado no material de construção mais comum.